# 川越町 (埼玉県)
川越町（かわごえまち）は埼玉県入間郡にあった町。現在の川越市の中心部にあたる。

## 地理
- 河川：新河岸川

## 歴史
- 1889年（明治22年）4月1日 - 町村制の施行により、川越町（旧川越城下17町）・松郷・東明寺村・小久保村・脇田村・小仙波村・寺井村および野田村の一部の区域をもって川越町が発足。
- 1922年（大正11年）12月1日 - 仙波村と合併して川越市が発足。同日川越町廃止。

## 交通

### 鉄道路線
- 川越鉄道（現・西武鉄道）
  - 川越線（現・西武新宿線）
    - 川越駅（現・本川越駅）
- 西武鉄道
  - 大宮線
    - 川越久保町駅 - 成田山前駅
- 東武鉄道
  - 東上本線
    - 川越西町駅（現・川越駅） - 川越町駅（現・川越市駅）

現在は東日本旅客鉄道（JR東日本）川越線の川越駅も所在するが、当時は未開業。

### 道路
- 川越街道（現・国道254号）